# Noora
Noora (arabisch: نورة, نورا) ist ein weiblicher Vorname.

## Herkunft und Bedeutung
Der Name ist die finnische Form von Nora. Zudem ist es im arabischen Sprachraum eine alternative Transkription von نورة oder نورا, was etwa Nura oder Nurah bedeutet. Dies wiederum ist die strenge weibliche Form von Nur.

## Bekannte Namensträgerinnen
- Noora Aldossary (* 2000), US-amerikanisch-bahrainische Fußballspielerin
- Noora Salem Jasim (* 1996), bahrainische Kugelstoßerin und Diskuswerferin
- Piia-Noora Kauppi (* 1975), finnische Politikerin
- Noora Virta (* 1982), finnische Badmintonspielerin